# 구로베역
구로베역(일본어: 黒部駅, くろべえき)은 일본 도야마현 구로베시에 있는 아이노카제토야마 철도의 철도역이다.
일부 특급 열차가 정차하며, 도야마 방면에서 온 일부 열차가 회차하기도 한다.

## 역 구조
2면 3선 구조의 지상역이다. 역사는 단식 구조인 1번 승강장 쪽에 있으며, 섬식 승강장과는 구름다리로 이어져 있다. 도야마 지역 철도부가 관리하는 직영역이다.

### 승강장
| 1   | ■ 아이노카제토야마 철도선 | 상행 | 도야마 · 가나자와 방면   |
| 2·3 | ■ 아이노카제토야마 철도선 | 하행 | 도마리 · 이토이가와 방면 |

## 역세권 정보
- 국토교통성 구로베 공사 사무소

## 역사
- 1910년 4월 16일: 일본국유철도 호쿠리쿠 본선 우오즈 역 ~ 도마리 역 사이에 "밋카이치 역"으로 개업.
- 1956년 4월 10일: "구로베 역"으로 개칭.
- 1987년 4월 1일: 민영화에 따라 서일본 여객철도의 소속이 되었다.
- 2015년
  - 3월 14일: 호쿠리쿠 신칸센의 연장 개통으로 아이노카제토야마 철도로 소속이 이관되었다.
  - 3월 26일: ICOCA 도입.

## 인접역
| 아이노카제토야마 철도 ■ 아이노카제토야마 철도선 | 아이노카제토야마 철도 ■ 아이노카제토야마 철도선 | 아이노카제토야마 철도 ■ 아이노카제토야마 철도선 |
| ----------------------------------------------- | ----------------------------------------------- | ----------------------------------------------- |
| 우오즈 가나자와 방면                            | 아이노카제 라이너                               | 뉴젠 도마리 방면                                |
| 우오즈 도야마 방면                              |                                                 | 이쿠지 나오에쓰 방면                            |